# Stazione di Pontassieve
Stazione di Pontassieve vasútállomás Olaszországban, Pontassieve településen.

## Vasútvonalak
Az állomást az alábbi vasútvonalak érintik:
- Firenze–Róma-vasútvonal
- Pontassieve-Borgo San Lorenzo-vasútvonal

## Kapcsolódó állomások
A vasútállomáshoz az alábbi állomások vannak a legközelebb:
- Stazione di Sieci
- Stazione di Sant'Ellero
- Stazione di Rufina